# Michael Weiss (pływak)
Michael Weiss (ur. 23 maja 1991 w Madison) – amerykański pływak, specjalizujący się w stylu dowolnym i zmiennym.
Mistrz świata na krótkim basenie ze Stambułu (2012) w sztafecie 4 × 200 m stylem dowolnym.
Podczas mistrzostw świata w Kazaniu zdobył srebrny medal w sztafecie 4 × 200 m stylem dowolnym.